# Мцхета
Мцхе́та (груз. მცხეთა) — місто у Грузії, в мхаре Мцхета-Мтіанеті, адміністративний центр муніципалітету Мцхета.

## Географія
Розташоване на плато, де річка Арагві впадає в річку Кура, на північ від Тбілісі.

## Клімат
| Кліматограма Мцхети | Кліматограма Мцхети | Кліматограма Мцхети | Кліматограма Мцхети | Кліматограма Мцхети | Кліматограма Мцхети | Кліматограма Мцхети | Кліматограма Мцхети | Кліматограма Мцхети | Кліматограма Мцхети | Кліматограма Мцхети | Кліматограма Мцхети |
| --- | ------------------- | ------------------- | ------------------- | ------------------- | ------------------- | ------------------- | ------------------- | ------------------- | ------------------- | ------------------- | ------------------- |
| С | Л                   | Б                   | К                   | Т                   | Ч                   | Л                   | С                   | В                   | Ж                   | Л                   | Г                   |
| 30 4 −5 | 35 6 −4             | 67 10 −1            | 111 15 4            | 117 20 9            | 79 24 13            | 50 28 17            | 51 28 17            | 55 23 13            | 70 16 7             | 47 10 1             | 33 5 −3             |
| Середня макс. і мін. температури повітря (°C) Атмосферні опади (мм), за рік : 745 мм. Джерело: Мцхета «Climate-Data.org» (англ.) |                     |                     |                     |                     |                     |                     |                     |                     |                     |                     |                     |

## Історія
Засновано в другій половині 1-го тисячоріччя до н. е. За переказом місто заснував легендарний Мцхетос. «Після смерті царя Картлоса його дружина розділила землі між синами. Серед них старший Мцхетос — оселився в місці стоку річок Арагві й Мтквари (Кура), побудував місто й назвав його своїм іменем».
Іспанський автор XIX століття Хуан Ван-Гален, що побував у цих місцях, говорячи про Мцхету відзначав також, що один із найближчих нащадків Ноя, а саме Месхет, засновник міста, обрав його своєю столицею, і не так через принадність місця, як через його зручне розташування. Місто розташоване на п'ятдесят ліг від Арарату — гори, до якої пристав після потопу Ноїв ковчег.
У IV столітті до н. е. картлійським царем Азо (Азови) Мцхета оголошена столицею Картлійського царства. З кінця V століття н. е. столиця Картлійського царства перенесена в Тбілісі. До закінчення будівництва собору Самеба в Мцхеті перебувала кафедра Патріарха Грузії.
Старі райони Великого Мцхета: Саркіне, Ціцамурі, Накулбакеві, Карсані, Мухатгверді, Калоубані-Кодмані.
Тут розташовані залишки укріплених резиденцій Армазької фортеці, міських кварталів, могильники, а також комплекс монастиря Самтавро (головний храм XI століття) і кафедральний собор Свєтіцховелі. Біля Мцхети знаходиться один із найдавніших у країні монастирський храм Джварі (VI століття) та Шіо-Мгвімський монастир. Пам'ятники культури регіону перебувають під охороною ЮНЕСКО й належать до всесвітньої спадщини.
Мцхета вважається центром поклоніння язичницькому культу в дохристиянські часи. Грузинська міфологія розповідає історії про величезні моноліти Армазі — вождя богів та інших божеств, що підносяться над містом. Одна така байка стверджує, що статуї як Армазі, так і Задена, були зруйновані молитвами покровителя св. Ніно.

## Особистості
Уродженець Мцхети — художник А. Р. Мревлишвілі.
- Тотіносін Цуйосі (справжнє ім'я 'Леван Горгадзе', * 1987) — професійний борець сумо.

## Міста-побратими
- Аргос, Греція
- Переяслав, Україна
- Ірпінь, Україна[5]
- Левіль-сюр-Орж, Франція
- Скрунда, Латвія (2007)
- Тракай, Литва (2014)

## Галерея

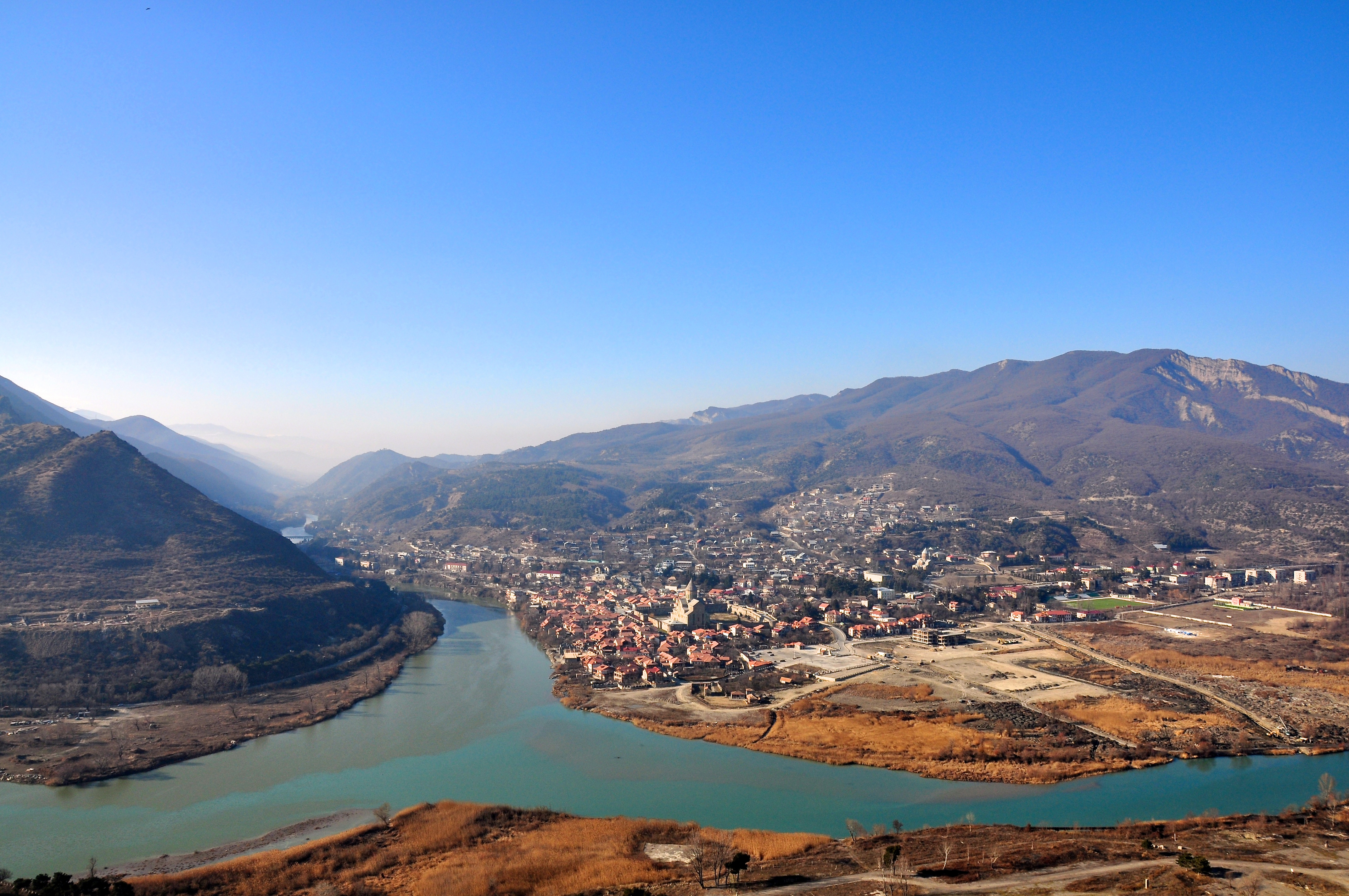
Вигляд міста від монастиря Джварі. Злиття Кури (ліворуч) та Арагві
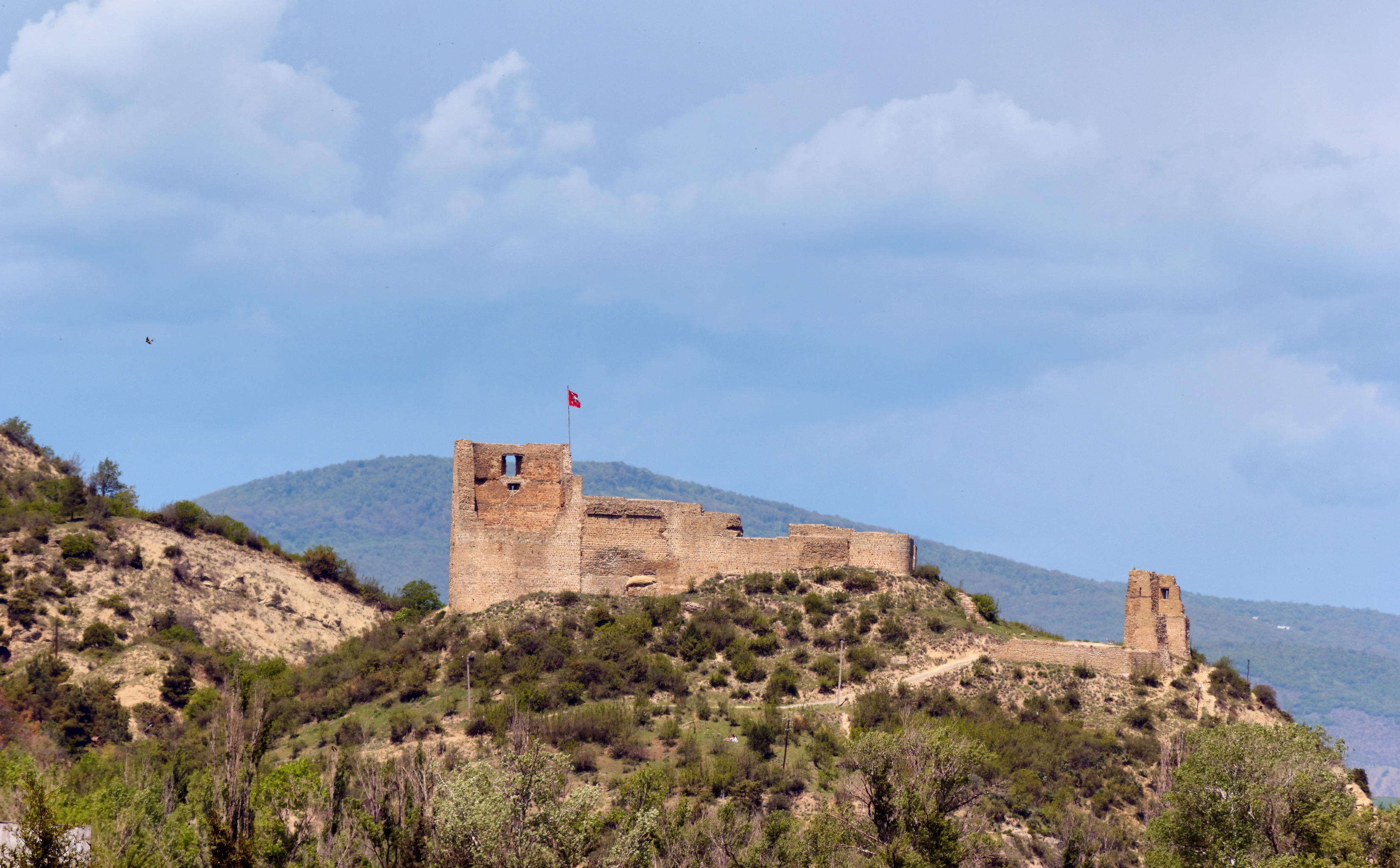
Фортеця Бебрісціхе
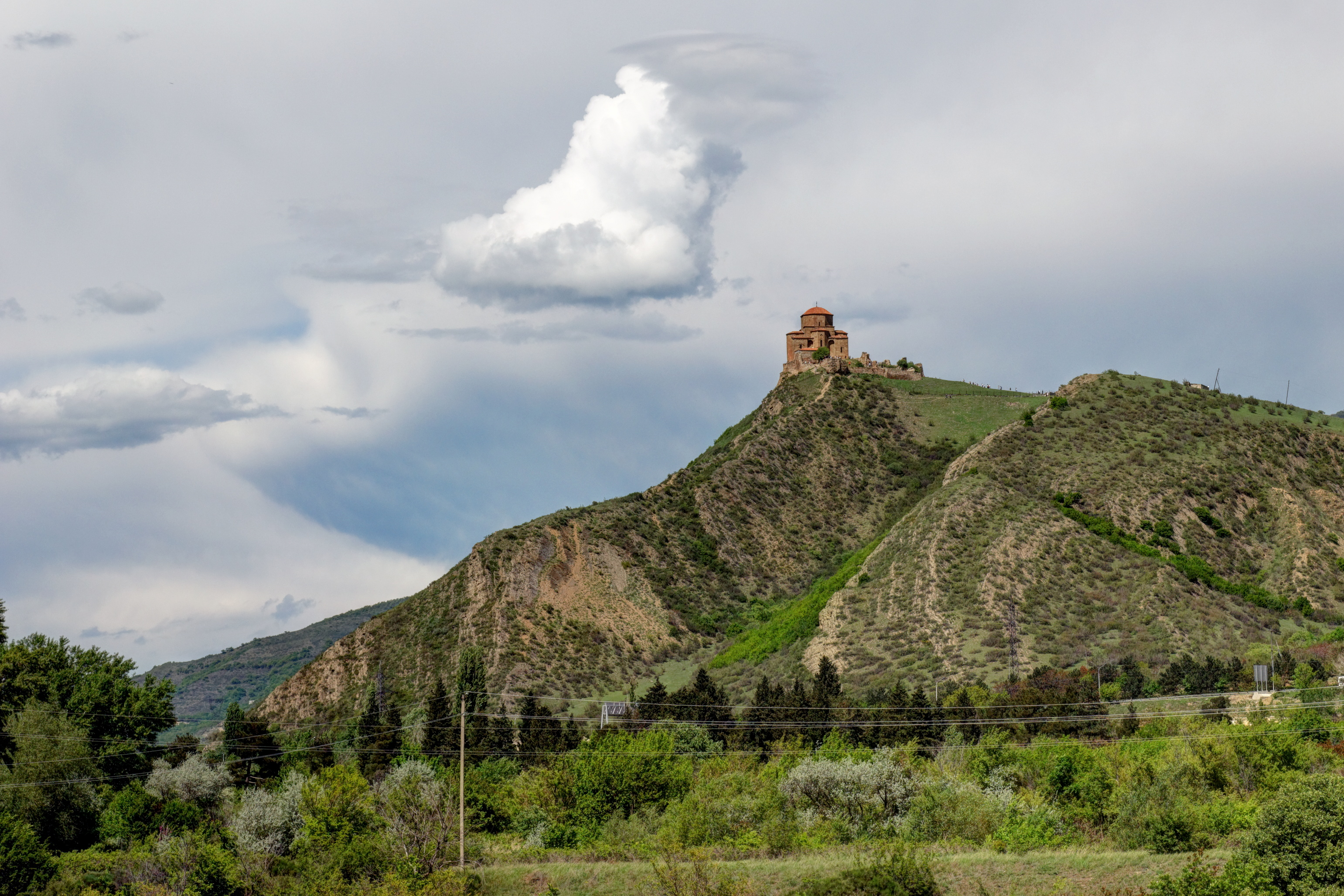
Джварі (храм Хреста)

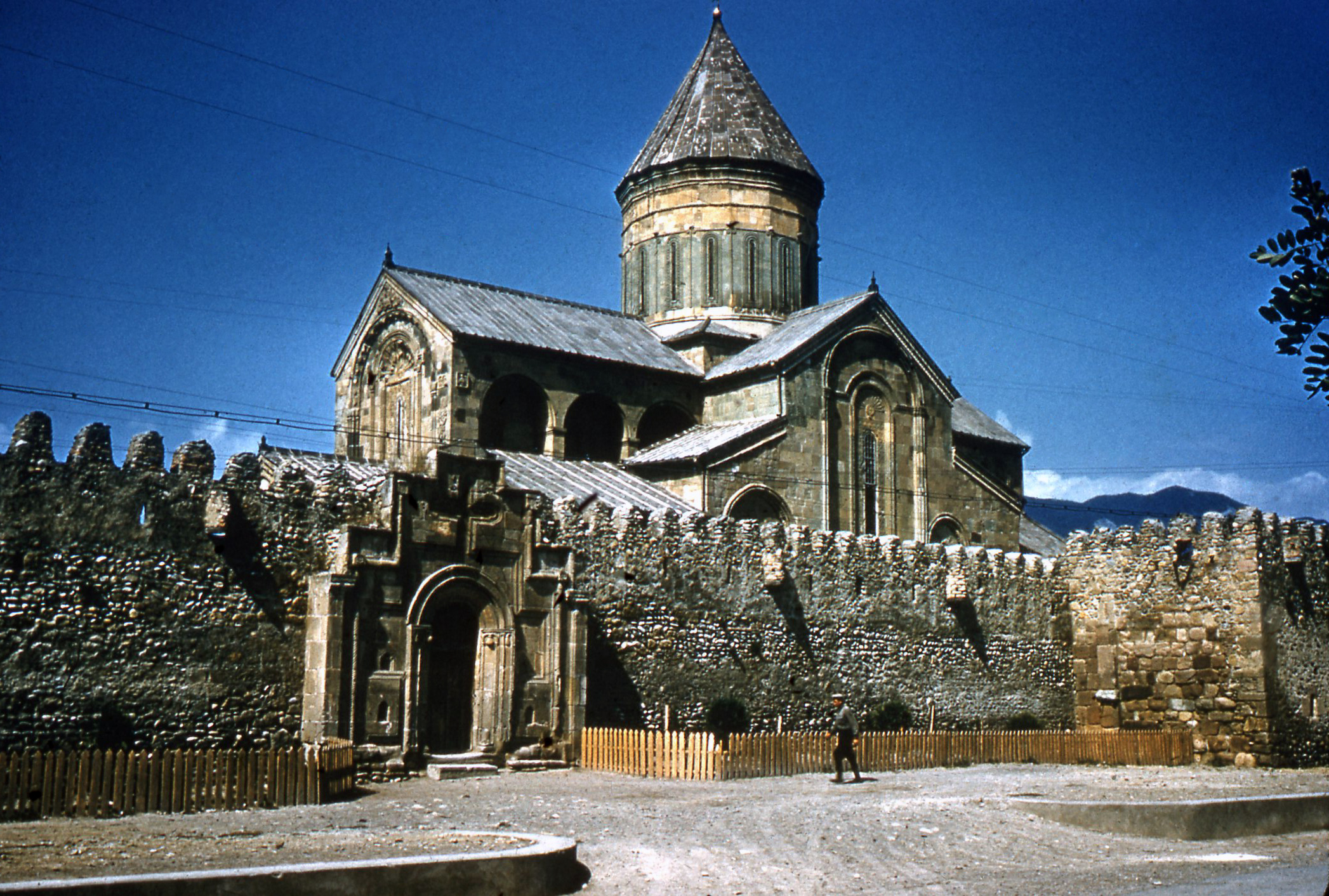
собор Свєтіцховелі.
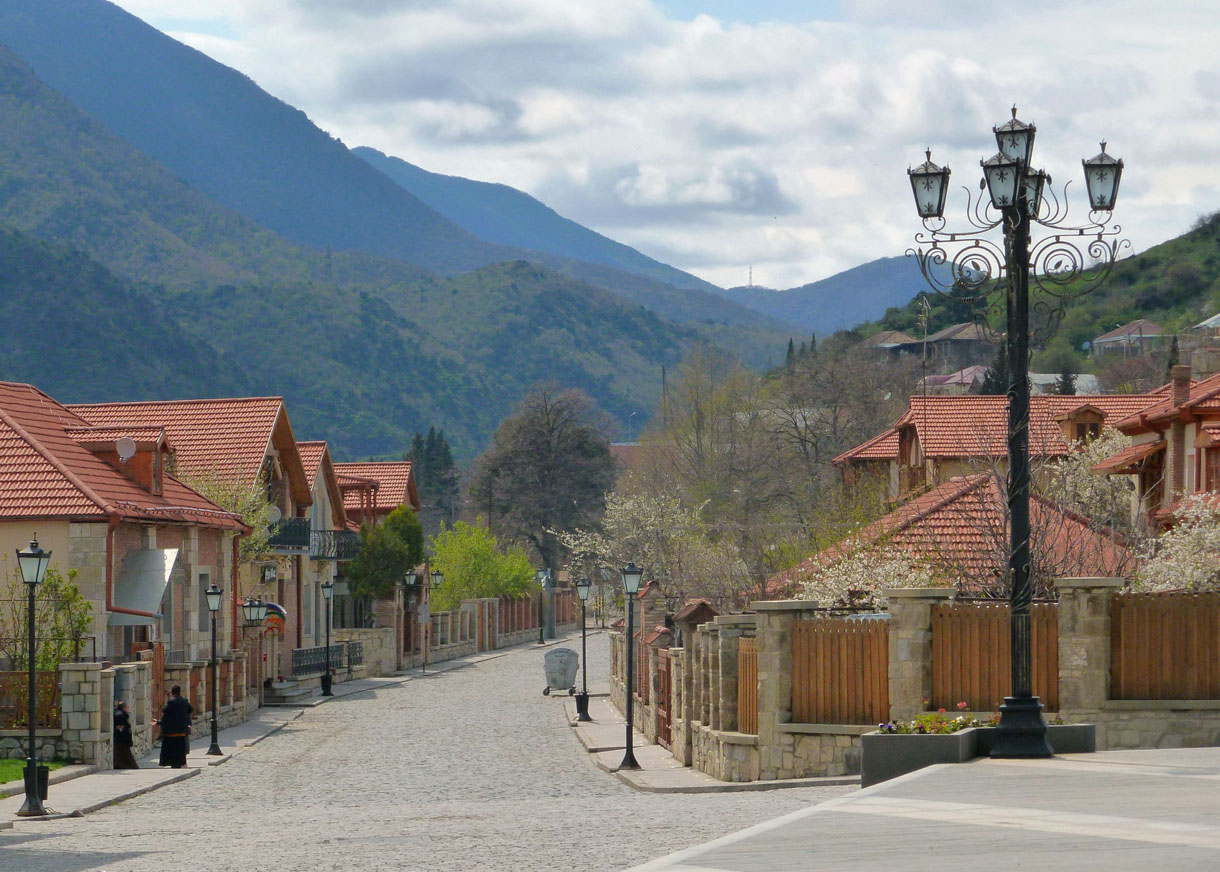
Вулиця Мцхети
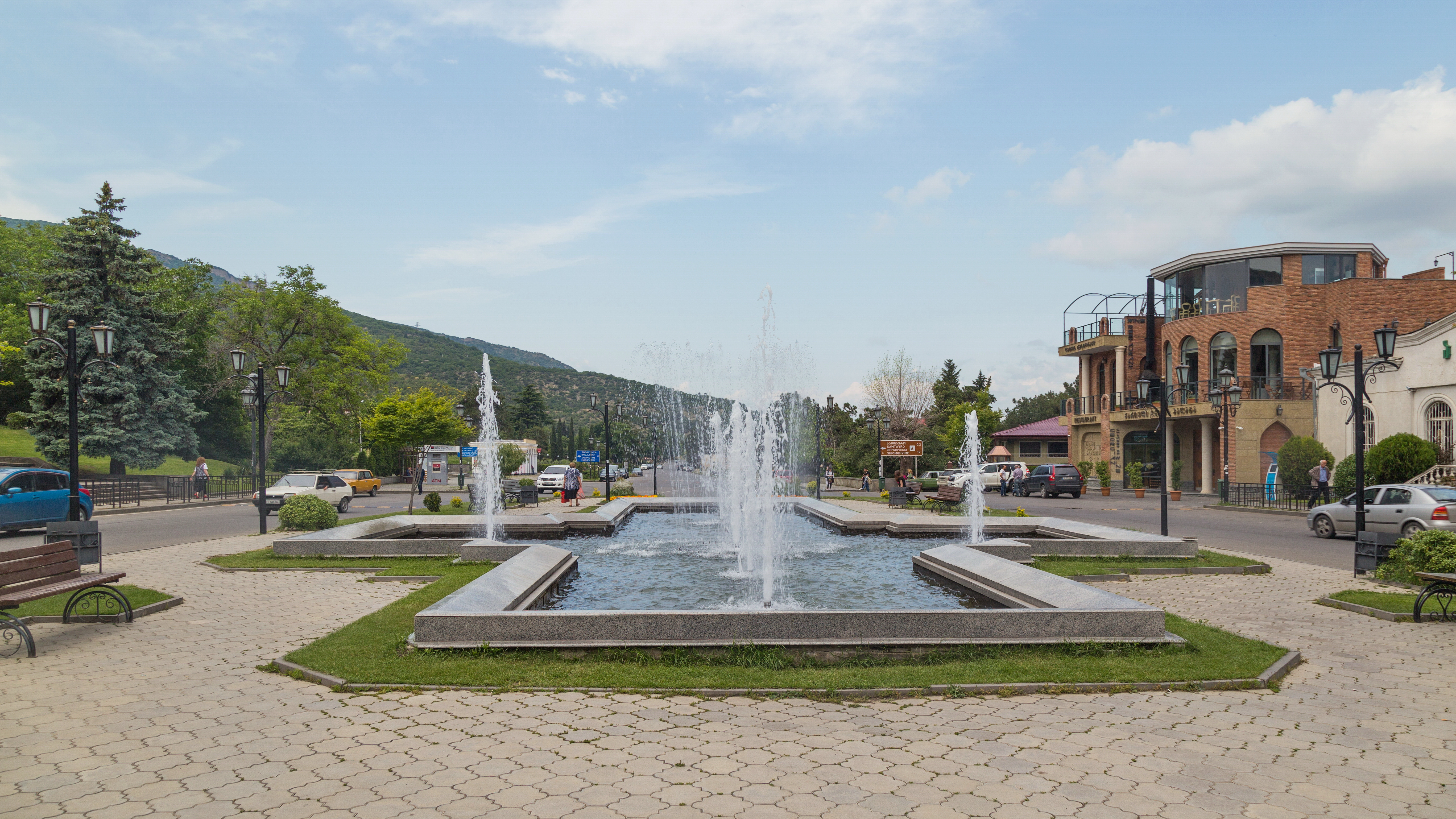
Фонтан у середмісті Мцхети